# Санту-Антониу-ду-Судуэсти
Санту-Антониу-ду-Судуэсти (порт. Santo Antônio do Sudoeste)  —  муниципалитет в Бразилии, входит в штат Парана. Составная часть мезорегиона Юго-запад штата Парана. Входит в экономико-статистический  микрорегион Франсиску-Белтран. Население составляет 18 186 человек на 2006 год. Занимает площадь 325,672 км². Плотность населения — 55,8 чел./км².
Праздник города — 14 ноября.

## История
Город основан в 1912 году.

## Статистика
- Валовой внутренний продукт на 2003 год составляет 110 964 387,00 реалов (данные: Бразильский институт географии и статистики).
- Валовой внутренний продукт на душу населения на 2003 год составляет 6150,68 реалов (данные: Бразильский институт географии и статистики).
- Индекс развития человеческого потенциала на 2000 год составляет 0,715 (данные: Программа развития ООН).

## География
Климат местности: субтропический.